# Терміт світлобоязкий

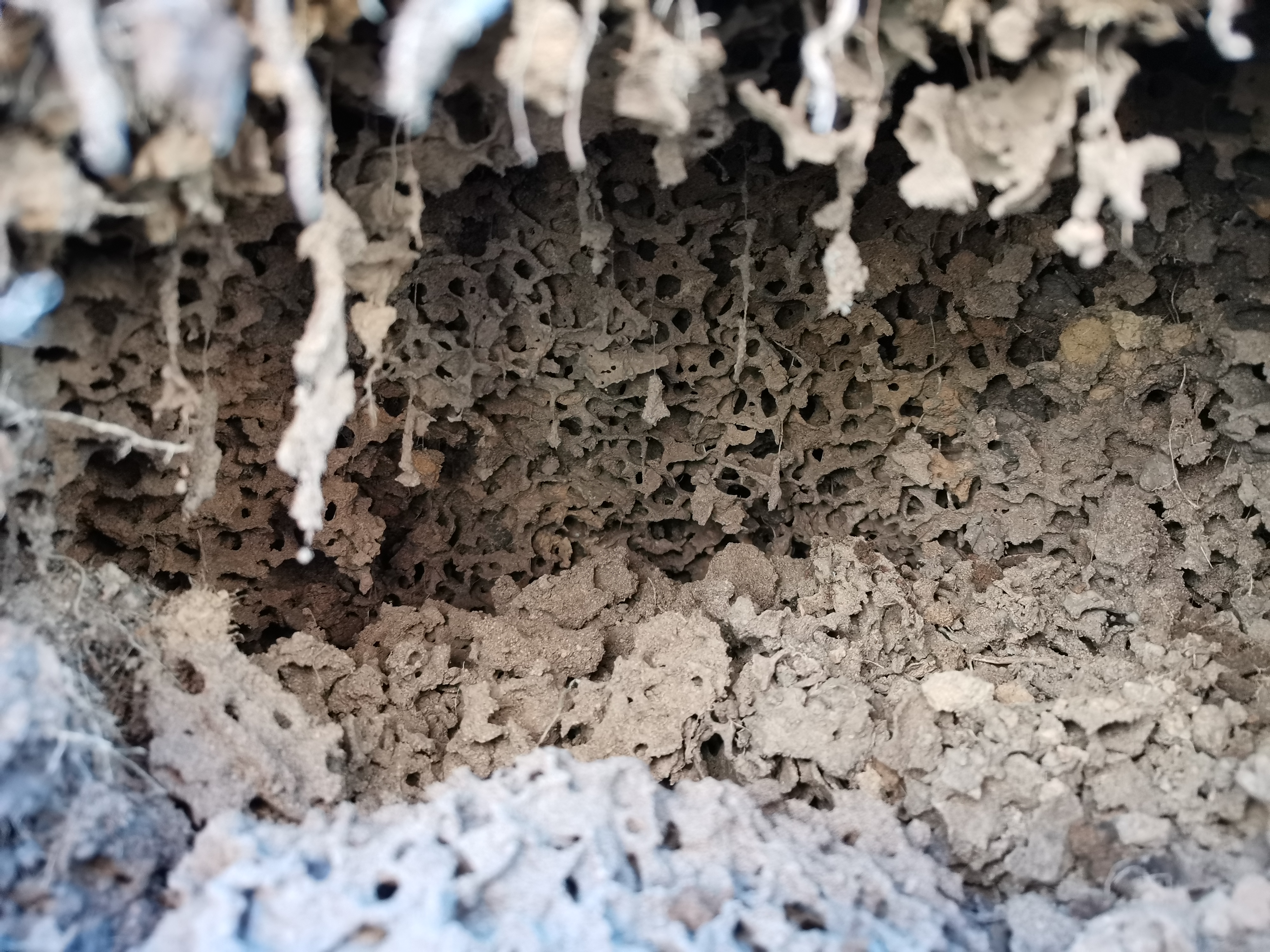
Покинутий термітник - біологічне новоутворення у чорноземі типовому, Полтавська облась, Україна

Терміт світлобоязкий, або європейський терміт (Reticulitermes lucifugus) — вид термітів родини Rhinotermitidae, поширений у південній Європі, зокрема в Україні, та на Кавказі.

## Опис
Статеві особини цього виду, як і в більшості термітів, бувають 3 типів: засновники, або царська пара; короткорилі додаткові статеві особини, або неотенічні; додаткові безкрилі особини. Самиця-засновниця досягає розміру тіла в 1-1,5 см, самець дрібніший — 0,6 см. Антени 17-членикові. Ці комахи зазвичай сильно пігментовані, крила в них обламані, лишаються тільки крилові трикутники.

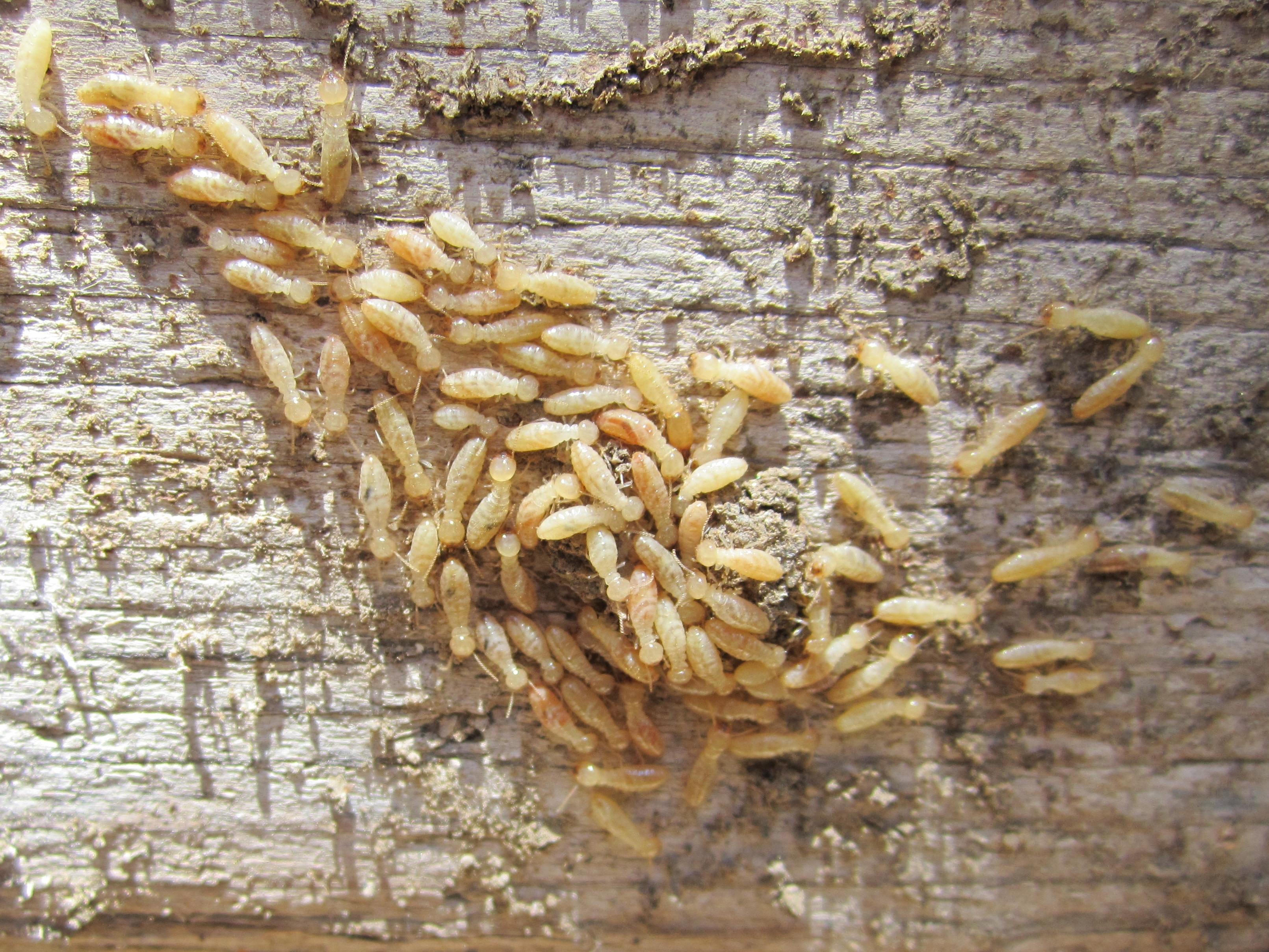
Робочі особини європейського терміта, Італія

Солдати розміром приблизно 0,5 см, з великою темною головою та бурими шаблеподібними мандибулами та 15-члениковими антенами. Робочі особини брудно-білуваті, трохи більші за 0,4 см.

## Спосіб життя
На півдні України терміт світлобоязкий мешкає переважно в шпилькових лісах та штучних соснових насадженнях. На степових ділянках трапляється нечасто, здебільшого гнізда асоційовані з заростямиполину Маршалла.
В Україні терміти починають активність у середині березня, коли середньодобова температура перевищує 8-10 °C. До кінця березня терміти підіймаються у верхні шари ґрунту, де живляться деревиною. Наприкінці квітня — на початку травня німфи з зачатками крил линяють у дорослих статевих особин, які вилітають та паруються. Спочатку імаго світлі, за 3 дні набувають темнішого забарвлення. Під час вильоту крилатих особин активно поїдають мурашки, бабки, птахи.
Після обламування крил самець і самиця деякий час повзають на поверхні ґрунту. Далі самиця підіймає черевце та стоїть в такій приваблювальній позі, очікуючи на самця; імовірно, вона виділяє феромони. Самець знаходить самицю та починає за нею повзати, здригаючись усім тілом. На наступній стадії залицяння спочатку самиця майже нерухома, тоді як самець обмацує та чистить її голову, кінцівки та кінець черевця за допомогою полапків. Пізніше й самиця обмацує самця. Після утворення пари вони знаходять місце для гнізда. Гніздову камеру риє самиця, самець лише слідує за нею.
Самиця відкладає овальні блискучі жовтуваті яйця (0,6 мм у довжину) щільними групами. Поруч зазвичай перебувають і малорухомі прозорі личинки перших стадій х довжиною тіла 0,1-0,3 см. Пік появи личинок відбувається в червні, а другий невеликий пік — у серпні.

## Ареал
Європейський терміт поширений у Південній Європі, на Кавказі та в Малій Азії. Виявлений в Іспанії, зокрема на Канарських островах, Італії, Словенії, Хорватії, Болгарії, Румунії, Молдові, Україні, Туреччині, на Кіпрі, в Азербайджані, Дагестані.
В Україні поширений у Херсонський, Одеській, Миколаївській, Запорізькій областях, окремі знахідки були зроблені впродовж XX століття в Дніпропетровській області, а також єдина знахідка 2016 року — в Сумській області.